# Eryngium pendletonense
Eryngium pendletonense là một loài thực vật có hoa trong họ Hoa tán. Loài này được K.L.Marsden & M.G.Simpson mô tả khoa học đầu tiên năm 1999.